# Skitarg
Skitarg är ett humoristiskt metal-band från Stockholm (Sverige) som bildades år 2005 av Daniel Lundgren (Necrofilip) och Per Rinaldo (Barnet).
Bandet släppte sitt självbetitlade debutalbum år 2010 och fick en stor uppmärksamhet och en av anledningarna var deras image där alla bandmedlemmar bär corpsepaint med en röd clownnäsa.
Skitargs mest kända låt heter "Jag bryter nacken av din häst", vilken var med på debutalbumet. De har spelat på bland annat Metaltown, Bråvalla festival, Skogsröjet, Metallsvenskan och Sweden Rock Festival 2016.

## Medlemmar
Nuvarande medlemmar
- This Member – basgitarr
- Bob Skurk – trummor
- Doc Tyr (Tapio Mäntyranta) – gitarr
- Varulf (Björn Alexius Svensson) – gitarr
- Necrofilip (Daniel Lundgren) – sång (2005– )
- Barnet (Hans Per Axel Rinaldo) – sång (2005– )

Tidigare medlemmar
- Kprl. Sigge Hall (Sebastian Sundqvist) – trummor
- Mattanten – gitarr
- Lård Hård – basgitarr (2012–?)
- Vulva Tvärilsk – ??? (inte en instrumentspelare, utan ansvarig för marknadsföring/försäljning)
- Don Foster – basgitarr
- Antichrister – gitarr[4]

Turnerande medlemmar
- VikariJens (Victor Parri) – trummor (2011–2012)

## Diskografi
Studioalbum
- 2010 – Skitarg
- 2011 – Den hårdaste jäveln
- 2014 – Tarmageddon
- 2017 – Los Pulkerz
- 2025 – Tungpungligga nekrofilhormormonromantikmanikernas nymfparaskitfåni (future Widescreen)[6]

## Musikvideor
Bandet har släppt några musikvideor.
- 2010 – Jag bryter nacken av din häst[7]
- 2011 – Upprörd[8]
- 2011 – Bruna Skatter[9]
- 2014 – Kast-abort[10]
- 2014 – Utvecklingsstörd[11]
- 2017 – Min vän Klamydia[12]